# Nateglinide
Nateglinide is een geneesmiddel voor de behandeling van diabetes mellitus type 2. Het stimuleert de productie van lichaamseigen insuline en verlaagt de glucosespiegel in het bloed. Het moet gebruikt worden in combinatie met metformine.
Nateglinide is een derivaat van het aminozuur D-fenylalanine; een andere chemische naam voor de stof is (-)-N-(trans-4-isopropylcyclohexaancarbonyl)-D-fenylalanine. Het is een wit poeder, dat oplosbaar is in methanol, ethanol of chloroform maar bijna onoplosbaar is in water. Het is een polymorfe stof waarvan verschillende kristalstructuren bestaan die ook een verschillend smeltpunt hebben.
Het middel werd ontwikkeld door het Japanse bedrijf Ajinomoto. In de Verenigde Staten en Europa (o.m. ook in Nederland) wordt het verkocht door Novartis onder de merknaam Starlix, in de vorm van tabletten voor oraal gebruik met 60 of 120 mg nateglinide.